# Samuel Yeboah
Samuel Yeboah (ur. 8 sierpnia 1986 w Akrze) – ghański piłkarz grający na pozycji napastnika. Od 2010 roku jest zawodnikiem Beitaru Jerozolima, występującego w lidze izraelskiej.